# Trzebuń (województwo mazowieckie)
Trzebuń – wieś w Polsce położona w województwie mazowieckim, w powiecie płockim, w gminie Stara Biała.
Wieś duchowna położona była w drugiej połowie XVI wieku w powiecie płockim  województwa płockiego.  W latach 1975–1998 miejscowość administracyjnie należała do województwa płockiego.
W czerwcu 1824 roku w Trzebuniu znaleziono stare monety.